# Now I Fall
Now I Fall (englisch für ‚Jetzt falle ich‘) ist ein Lied des deutschen Synthie-Pop-Duos Wolfsheim. Das Stück ist die einzige Singleauskopplung aus ihrem zweiten Studioalbum Popkiller.

## Entstehung und Artwork
Geschrieben wurde das Lied von den beiden Wolfsheim-Mitgliedern Peter Heppner und Markus Reinhardt. In Zusammenarbeit mit dem Produzenten-Team Nine-O-Nine (José Alvarez-Brill, Gento Navaho und Carlos Perón) produzierten sie auch die Single. Gemastert wurde das Stück eigens unter der Leitung von Carlos Perón. Die Single wurde unter dem Musiklabel Strange Ways Records veröffentlicht und durch Indigo vertrieben. Die Aufnahmen fanden in folgenden Tonstudios statt: Aufnahme und Abmischung im Peron/Kostka Studio in Grafschaft und Produktion im Musik Design in Aachen. Auf dem sehr dunkel gehaltenen Cover der Maxi-Single ist – neben Künstlernamen und Liedtitel – ein Baum zu sehen. Das Artwork stammt von 4=1 (Gesellschaft zur Entwicklung von Multimedia-Software mbH).

## Veröffentlichung und Promotion
Die Erstveröffentlichung von Now I Fall erfolgte am 30. August 1993 in Deutschland. Das Stück wurde als Maxi-Single und 12"-Vinylplatte veröffentlicht. Beide beinhalten neben Now I Fall die beiden B-Seiten Where Greed Talks und For You (Instrumental). Bei Where Greed Talks handelt es sich um eine Wiederveröffentlichung des auf dem zweiten Wolfsheim-Demo Any But Pretty enthaltenen Originals, auf einem offiziellen Album wurde das Stück nie veröffentlicht. For You (Instrumental) ist eine Instrumentalversion des auf dem Studioalbum Popkiller enthaltenen Liedes For You I’m Bleeding und ist nicht zu verwechseln mit dem später auf dem vierten Studioalbum Spectators veröffentlichten gleichnamigen Liedes For You.

## Inhalt
Der Liedtext zu Now I Fall ist in englischer Sprache verfasst; ins Deutsche übersetzt bedeutet der Titel „Jetzt falle ich“. Die Musik und der Text wurden gemeinsam von Peter Heppner und Markus Reinhardt verfasst. Musikalisch bewegt sich das Lied im Bereich des Synthie-Pop. Aufgebaut ist das Lied aus zwei Strophen, einen wirklichen Refrain beinhaltet es nicht. Nach den Strophen wiederholen sich einige Satzfrakmente der vorangegangenen Strophe in schnellerer Form, dies stellt den Refrain dar. Das Tempo beträgt 126 Schläge pro Minute.
Im Lied geht es um eine gescheiterte Liebesbeziehung, in dem ein Pärchen nicht den Mut findet einen endgültigen Schlussstrich zu ziehen und stattdessen ein Leben bzw. eine Beziehung voller Hass, Ekel und Traurigkeit weiterführt.
| “Sometimes I can’t fall asleep. You lie beside me and I weep. Dancing shadow on the wall. Once you caught me … now I fall.” – 1. Strophe, Originalauszug | „Manchmal kann ich nicht einschlafen. Du liegst neben mir und ich weine. Tanzende Schatten an der Wand. Sobald du mich erwischen … jetzt falle ich.“ – 1. Strophe, Übersetzung |

## Musikvideo
Das Musikvideo zu Now I Fall ist größtenteils in sehr blassen Farben dargestellt. Im Video sind Menschen zu sehen, die wie bei einer Mumifizierung eingebunden werden. Dazu sind immer wieder Szenen eines streitenden Liebespaares zu sehen. Zwischendurch ist immer wieder Heppner zu sehen, der an einer Leinwand malt. Auf dieser Leinwand ist immer wieder das streitende Pärchen zu sehen, welches Heppner mit weißer Farbe übermalt. Die Gesamtlänge des Videos beträgt 3:38 Minuten. Regie führten Ingo Ito und Susa Lie, produziert wurde das Video durch Chopstick Films.

## Mitwirkende
| Liedproduktion - José Alvarez-Brill: Musikproduzent - Peter Heppner: Gesang, Komponist, Liedtexter, Musikproduzent - Gento Navaho: Musikproduzent - Carlos Perón: Mastering, Musikproduzent - Markus Reinhardt: Keyboard, Komponist, Liedtexter, Musikproduzent - Indigo: Vertrieb - Musik Design: Produktion - Perón/Kostka Studio: Abmischung, Tonstudio - Strange Ways Records: Musiklabel | Artwork - Ingo Ito: Regisseur (Musikvideo) - Susa Lie: Regisseur (Musikvideo) - 4=1: Artwork (Cover) - Chopstick Films: Filmproduzent (Musikvideo) |

## Rezeption
Bis heute konnte sich das Lied in keinen offiziellen Charts platzieren und genaue Verkaufszahlen sind nicht bekannt. Auf der 1995 veröffentlichten Maxi-Single zu Closer Still ist mit Now I Fall (Factory Remix) eine von José Alvarez-Brill getätigte Remixversion enthalten.